# Normospermia
Normospermia – to termin określający prawidłowe nasienie, w odniesieniu do objętości, pH, liczby, cech morfologicznych, ruchliwości plemników.
Prawidłowe nasienie ma następujące cechy:
- Objętość – 2-6 ml
- Czas upłynnienia – 20 minut od momentu ejakulacji
- pH – 7,9-9,0
- liczba plemników – od 20 milionów w 1 ml
- odsetek plemników prawidłowych – 80-85%
- komórki plemnikotwórcze – do 2%
- ruchliwość plemników:
  - 75-80% po upłynnieniu
  - 60% po 4 godzinach
  - powyżej 20% po 12 godzinach
  - powyżej 10% po 24 godzinach

Przeczytaj ostrzeżenie dotyczące informacji medycznych i pokrewnych zamieszczonych w Wikipedii.